# کارپنترویل (اورگن)
کارپنترویل (به انگلیسی: Carpenterville) یک منطقهٔ مسکونی در ایالات متحده آمریکا است که در شهرستان کوری، اورگن واقع شده‌است.